# Cocodrilo (locomotora)
Las locomotoras eléctricas Cocodrilo (nombre original en alemán: Krokodil) se llaman así porque tienen largas "narices" en cada extremo, que recuerdan el hocico de un cocodrilo (véase también steeplecab). Estos compartimentos alojan los motores y los ejes de accionamiento, y están conectados mediante una sección central articulada, que generalmente contiene el compartimiento de la tripulación, los pantógrafos y el transformador. 
El nombre se aplicó por primera vez a las locomotoras suizas. El término a veces también se aplica a las locomotoras de diseño similar construidas en otros países. 

## Historia

### Suiza

#### Clase Ce 6/8
En junio de 1917 se encargó un prototipo, la SBB-CFF-FFS Ce 6/8 I número 14201. Las primeras "Cocodrilo" producidas en serie fueron las locomotoras SBB Ce 6/8 II y SBB Ce 6/8 III de los Ferrocarriles Federales Suizos, construidas entre 1919 y 1927. Se produjeron 33 Ce 6/8 II y 18 Ce 6/8 III, lo que hace un total (excluyendo el prototipo) de 51 locomotoras, que se desarrollaron para tirar de trenes pesados de mercancías en las empinadas vías del Ferrocarril de San Gotardo desde Lucerna a Chiasso, incluido el túnel de San Gotardo. 
Los motores eléctricos disponibles en aquel momento eran muy grandes, y debían montarse en el cuerpo sobre el plano de los ejes, pero se requería flexibilidad para recorrer las erradas curvas en las rutas y túneles alpinos. Un diseño articulado, compuesto por dos unidades motorizadas con forma de nariz oblicua, rodeando una sección central pivotante que contenía las cabinas y el transformador principal; cumplieron  con ambos requisitos y daba una excelente visibilidad de conducción, con el maquinista situado de forma segura lejos de cualquier colisión. Los dos motores en cada nariz "estaban orientados a un eje situado entre los ejes motrices más alejados de la cabina (SBB Ce 6/8 II) o más alejados del extremo (SBB Ce 6/8 III), con barras laterales que transportaban la energía a los ejes tractores. Estas locomotoras, llamadas "cocodrilos suizos" o "cocodrilos SBB", tuvieron mucho éxito y estuvieron en servicio hasta 1982. El fabricante alemán de modelismo ferroviario Märklin publicó un libro sobre su historia en 1984. Se han conservado un total de nueve máquinas, pero solo tres siguen funcionando como locomotoras históricas en Suiza.

#### Clase Be 6/8
Entre 1942 y 1947, trece unidades de la clase Ce 6/8 II se actualizaron con motores más potentes, para permitir una velocidad máxima más alta, y estos se convirtieron en la Clase Be 6/8 II. Esto requería elevar el árbol de levas por encima del plano de los ejes, lo que a su vez implicaba adoptar un sistema más complejo de barras laterales. En 1956, la totalidad de las dieciocho máquinas de la clase Ce 6/8 III fueron actualizadas y se convirtieron en la clase Be 6/8 III.

#### Vía estrecha

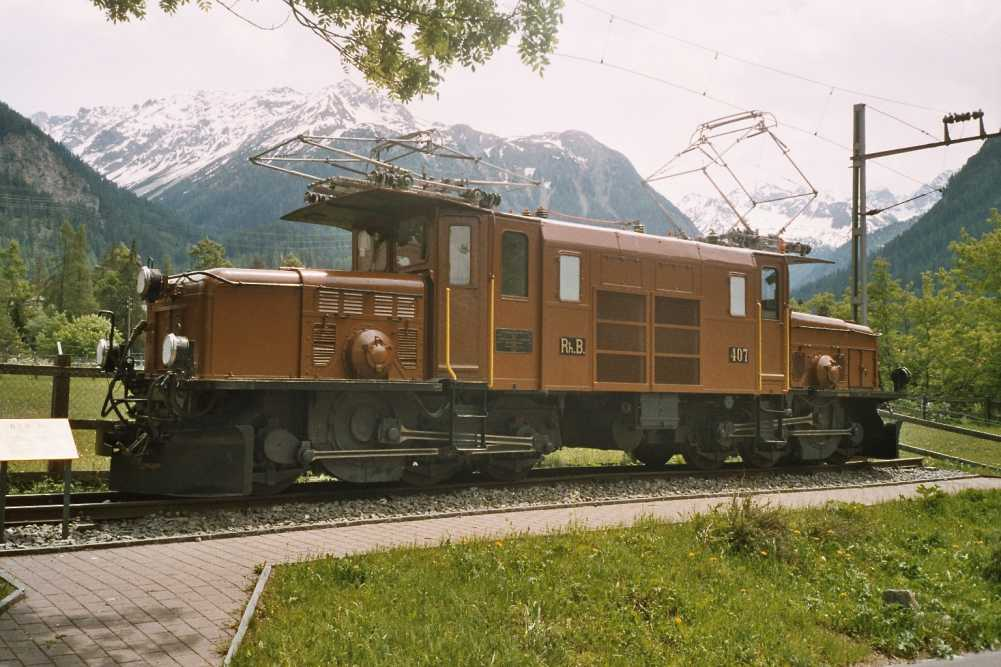
Locomotora del Cocodrilo Ferrocarril Rético en Bergün

Además de las Cocodrilo de ancho estándar, también hay versiones de vía estrecha. Las más conocidas son las locomotoras de ancho métrico del Ferrocarril Rético (RhB) de la clase Ge 6/6 I, la cocodrilo rética. Varias de estas máquinas todavía circulan con trenes de pasajeros en ocasiones especiales. El Ferrocarril de Bernina (luego fusionado con el RhB) también construyó un único tipo de cocodrilo, la Ge 4/4, apodada la "cocodrilo de Bernina". Esta locomotora se ha conservado y está siendo restaurada a su condición operativa. 
Otros dos ferrocarriles suizos de vía estrecha también tienen locomotoras llamadas cocodrilo; el Ferrocarril de Zermatt (BVZ) (que se fusionó con el Ferrocarril de Furka Oberalp (FO) en 2003 para formar el Ferrocarril Matterhorn-San Gotardo) usa la serie HGe 4/4 I, conocida como la cocodrilo Zermatt, mientras que el Ferrocarril Yverdon-Ste. Croix posee una única máquina de la clase Ge 4/4 # 21. Ninguno de estos tipos de locomotoras tiene un cuerpo articulado, lo que hace que algunos fanáticos de los ferrocarriles las apoden "cocodrilos falsos". 

### Austria
En Austria, los Ferrocarriles Federales de Austria (Österreichische Bundesbahn) utilizaron locomotoras muy similares, denominadas ÖBB 1089 y ÖBB 1189, que a menudo se las conoce como "cocodrilos austríacas". 

### Alemania
Las clases alemanas E 93 y E 94, también utilizadas por el ÖBB como serie 1020, a veces se llaman "cocodrilos alemanas". A veces también son apodadas "caimanes", por sus hocicos más anchos y cortos. 

### Francia
Las locomotoras francesas SNCF de 25 kV AC de las clases CC 14000 y CC 14100, utilizadas principalmente para trenes de mineral de hierro en la Línea Valenciennes-Thionville, a veces se han denominado "cocodrilos", aunque más comúnmente han recibido el nombre de "planchas". Son diferentes de las cocodrilo suizas en que no están articuladas, sino que son una sola cabina larga o 'monocabina', con un bogie debajo de cada extremo. 

### India
Las locomotoras cocodrilo también se usaron en la India. Estas locomotoras, de la serie WCG-1, circularon entre Bombay y Pune desde 1928, siendo todas construidas para el ancho ancho indio de 5 pies 6 pulgadas (1676 mm). Las primeras 10 locomotoras fueron construidas por Swiss Locomotive and Machine Works . La Fundición Vulcan de Gran Bretaña construyó otras 31 unidades para esta línea.

## Otras locomotoras tipo cocodrilo

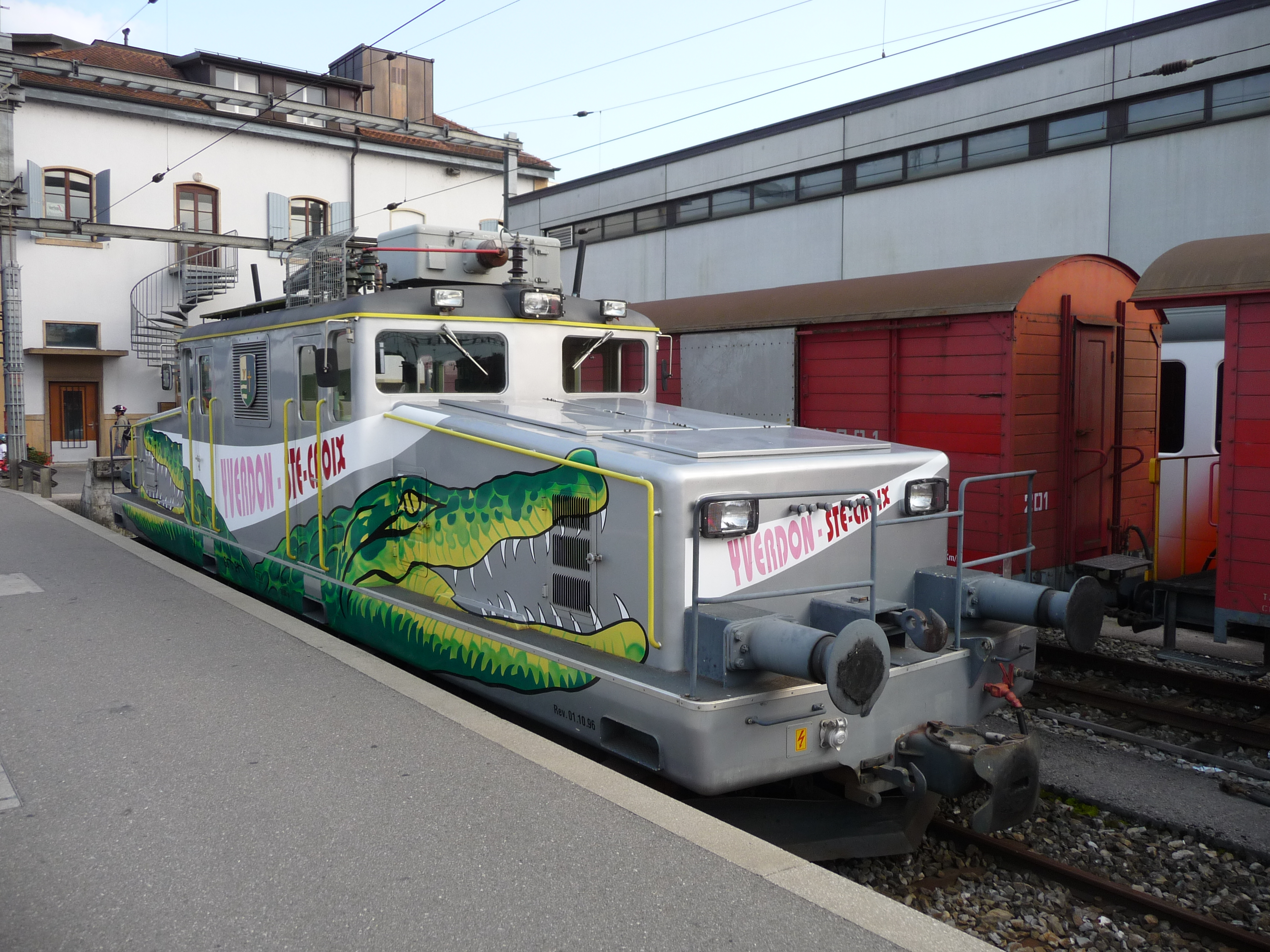
Bo-Bo YSteC Ge 4/4 steeplecab en Yverdon-les-Bains, Suiza

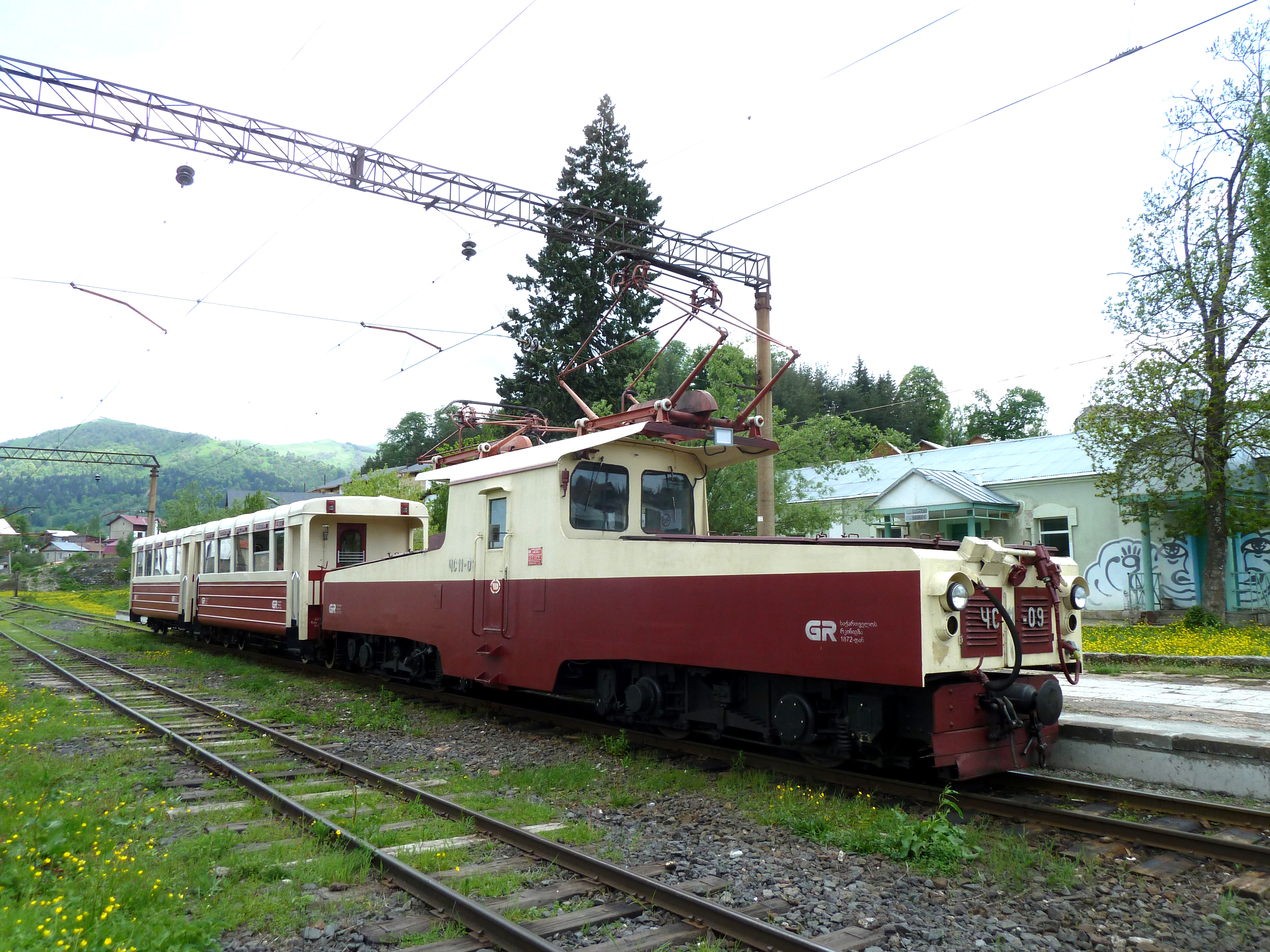
Locomotora ChS11 de vía estrecha construida por Škoda en Bakuriani, Georgia

El diseño del cuerpo articulado no era exclusivo de las máquinas cocodrilo. Se utilizó en los Estados Unidos en las locomotoras Milwaukee Road clase EP-2 "Bi-Polares", por ejemplo. 
Numerosas locomotoras adoptaron el diseño de narices largas sin articular al bastidor principal. La única GE 4/4 del Ferrocarril Yverdon-Ste-Croix era conocida como "cocodrilo", a pesar de ser una Bo-Bo steeplecab alargada con bogies articulados debajo, en lugar de ser una locomotora articulada. Estaba pintada con grandes cabezas de cocodrilo en los costados, lo que contribuyó a aumentar esta confusión. 
Además, se pueden encontrar algunas unidades de locomotoras fabricadas por Škoda con diseños similares a las cocodrilo en el Ferrocarril de Borjomi y Bakuriani, en Georgia. 

## Apariciones en videojuegos
- Aparece en Locomoción de Chris Sawyer en el escenario alpino, introducido en 1920 y obsoleto en 1965.
- Aparece como uno de los trenes adquiribles en los Ferrocarriles de Sid Meier!, llamado Ge 6/6 Crocodile. Era una máquina para tráfico mixto capaz de alcanzar 64 km/h y disponible por 80.000 dólares.
- Está disponible como descarga gratuita en Auran Download Station para toda la serie Trainz.
- ÖBB 1189 de virtualRailroads se puede comprar para RailWorks Train Simulator 2012.
- La locomotora aparece en Urban Games Train Fever, Transport Fever y Transport Fever 2 en la gama de vehículos europeos de los tres títulos. En Train Fever, la locomotora tiene una velocidad máxima de 40 mph, una velocidad aumentada a 47 mph en Transport Fever y a 56 mph en Transport Fever 2.
- En Rail Nation Europe aparecen como la serie "Centaur"-50 Waggons, de muy alta aceleración 20/20, y velocidad máxima de 135 km/h.
- La SBB Ce 6/8 y la RhB Ce 6/6 se pueden comprar en SimTrain
- Tiene su aparición en el juego Train Station 2: Simulador de Magnate Ferroviario de la empresa de videojuegos eslovaca Pixel Federation Games (Federación de píxeles), un juego de estrategia y simulación.